# Geschützter Landschaftsbestandteil Teichanlage Brechtefeld/Kalthausen

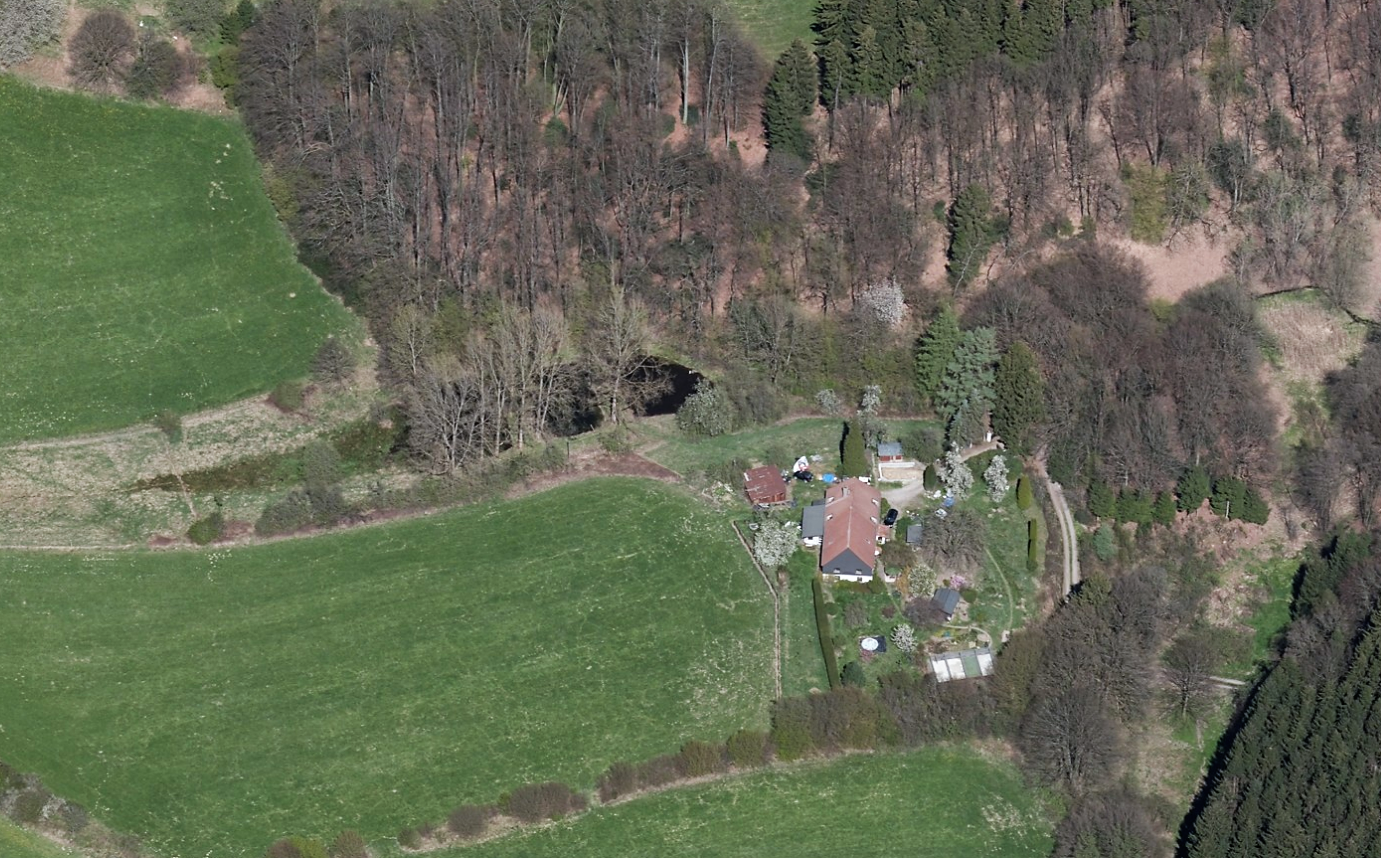
Geschützter Landschaftsbestandteil Teichanlage Brechtefeld/Kalthausen

Der Geschützte Landschaftsbestandteil Teichanlage Brechtefeld/Kalthausen mit einer Flächengröße von 1,27 ha liegt auf dem Gebiet der kreisfreien Stadt Hagen in Nordrhein-Westfalen. Der LB wurde 1994 mit dem Landschaftsplan der Stadt Hagen vom Stadtrat von Hagen ausgewiesen.

## Beschreibung
Beschreibung im Landschaftsplan: „Der Landschaftsbestandteil liegt nördlich von Kalthausen. Er umfaßt einen Tümpel westlich der Straße und einen durch Grünland und Gehölzbestände fließenden Bach sowie eine ehemalige Fischteichanlage östlich der Straße.“

## Schutzzweck
Laut Landschaftsplan erfolgte die Ausweisung „zur Sicherung der Leistungsfähigkeit des Naturhaushalts durch Erhalt von Lebensraumes, insbesondere für die charakteristischen Tier- und Pflanzenarten der Feuchtwiesen und -weiden, Fließgewässer und Kleingewässer einschließlich deren Uferzonen, zur Gliederung und Belebung des Landschaftsbildes durch Erhalt strukturreicher Fließ- und Stillgewässer und zur Abwehr schädlicher Einwirkungen auf die Gewässeraue durch Minderung des Eintrags von Düngestoffen und Pflanzenbehandlungsmitteln sowie durch Ausschluß der Beeinträchtigungen durch Viehtritt.“